# Nazan Öncel

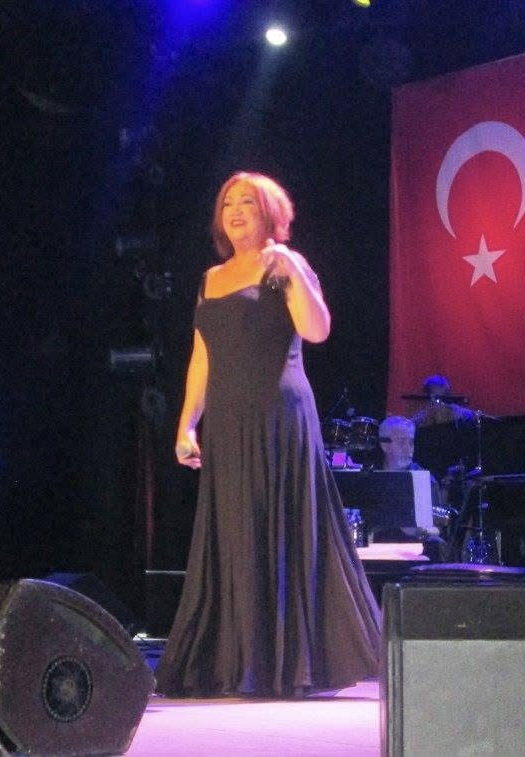
Nazan Öncel, 2015

Nazan Öncel (* 6. Februar 1956 in Karşıyaka, İzmir) ist eine türkische Popsängerin und Songwriterin. Sie hat unter anderem für Tarkan und İbrahim Tatlıses Lieder geschrieben.

## Biografie
Nazan Öncel wurde am 6. Februar 1956 als Tochter einer Lehrerin und eines Regierungsbeamten geboren. Ihre ersten Bands hießen Kervanlar Orkestrası und, ab 1971, Çılgınlar, mit denen sie auf Familienfeiern auftrat. Mit dem Lied Annem (Mutter) gewann sie 1976 einen Wettbewerb von Radio İzmir.
Im Februar 2018 wurde ihr Lied „Sakin Ol Şampiyon“ durch die TRT gesperrt. Neben ihrem Lied wurden weitere Lieder von populären Künstlern zensiert. Kein definierter Grund wurde angegeben, aber laut einer kollektiven Liste mit möglichen Gründen, sollen die Lieder moralisch verwerflich oder mit terroristischen Aktivitäten in Verbindung gebracht werden. Da kein definierter Grund vorliegt und das Lied unter den Möglichkeiten aufgelistet wurde, kann man nicht eindeutig sagen, was gemeint sein soll.
Im August 2018 wurde das Tributealbum Ve Nazan Öncel Şarkıları veröffentlicht, welches die bekanntesten Songs von Öncel enthält, die von anderen türkischen Musikern gesungen werden. Hierzu zählen unter anderem Tarkan, Manuş Baba oder Sıla Gençoğlu.
In ihrer bisherigen Musiklaufbahn machte sie mit zahlreichen Hits wie Dillere Düşeceğiz Seninle, Hay Hay, Nereye Böyle, Beni Hatırla, Aşkım Baksana Bana, Hadi O Zaman oder Kimler Gelmiş auf sich aufmerksam.

## Diskografie

### Alben
- 1982: Yağmur Duası
- 1991: Bir Hadise Var
- 1994: Ben Böyle Aşk Görmedim
- 1995: Göç
- 1996: Sokak Kızı
- 1999: Demir Leblebi
- 2003: Yan Yana Fotoğraf Çektirelim
- 2006: 7'n Bitirdin
- 2008: Hatırına Sustum
- 2011: Hayvan
- 2014: Bazı Şeyler
- 2018: Durum Şarkıları
- 2023: Kara Plak Geceye Bir Şarkı

### Remix-Alben
- 2012: Hayvan'a Remix

### Singles
| - 1978: Sana Kul Köle Olmuştum / Kader Bu, Çekeceksin - 1981: Neden - 1991: Aynı Nakarat - 1992: Gitme Kal Bu Şehirde - 1992: Aşık Değilim Olabilirim - 1992: Nokta Nokta - 1992: Boncuk - 1992: Bir Hadise Var - 1992: Leylim Yar (Hintergrundstimme: Candan Erçetin) - 1994: Ben Böyle Aşk Görmedim - 1994: Nazınla Dünya Sazınla Dünya - 1994: Dillere Düşeceğiz Seninle - 1994: Aşk Beklemez - 1994: Geceler Kara Tren - 1994: Eveleme Geveleme Develeme Bitti - 1995: Gidelim Buralardan - 1995: Sen Beni Öldürüyorsun - 1996: Erkekler de Yanar - 1996: Ben Sokak Kızıyım - 1997: A Bu Hayat - 1997: Bırak Seveyim Rahat Edeyim - 1999: Aşıklar Parkı - 1999: Bu Havada Gidilmez - 2000: Zor Dünya - 2002: Mahur - 2004: Hay Hay (mit Tarkan) - 2004: Nereye Böyle (mit Tarkan) - 2004: Beni Hatırla - 2004: Hokka - 2005: Hayat Güzelmiş - 2006: Aşkım Baksana Bana | - 2007: Omzumda Ağla - 2007: Ekilmekteyim - 2007: 7'n Bitirdin - 2008: Leyla - 2008: Seni Bugün Görmem Lazım - 2008: Ağlamaya Devam (mit Hamit Ündaş) - 2009: Hatırına Sustum - 2010: Tuttum Bırakmam - 2011: Normal - 2012: Beni Bu Koca Şehirda Yalnız Birakma - 2012: Böyle Konuşma - 2014: Zıt Kutuplar (mit İskender Paydaş) - 2014: Hadi O Zaman (mit Tarkan) - 2014: Bazı Şeyler - 2015: Aşkitom - 2016: Sakin Ol Şampiyon - 2016: Madalyon - 2017: Arazi (mit Ufuk Şenel) - 2017: Gazla (mit Yaşar Gaga) - 2018: Kimler Gelmiş (mit Manuş Baba) - 2019: Yalnızlar Rıhtımı (mit Yaşar Gaga & Müslüm Gürses) - 2019: Ben Bir Küçük Harfim - 2019: Umut - 2020: Bir Bilsem Ah, Bir Bilebilsem - 2023: Deniz Tutmaz (mit Sade İnsanlar) - 2023: Saykodelik (mit Cem Adrian) - 2023: Esme - 2024: Gurur Çıkmazı - 2024: Seviyore Mi - 2025: Vertigo |

Quelle:

### Gastauftritte
- 2010: Yanma Demezler (von Tuğba Ekinci – Hintergrundstimme)
- 2013: Kancalar (von Rashit – Hintergrundstimme)
- 2017: Arazi (von Ufuk Şenel – Hintergrundstimme)

### Songwriting (Auswahl)
- 1996: Beni Hatırla (von Ayşegül Aldinç)
- 2001: Hüp (von Tarkan)
- 2001: Her Nerdeysen (von Tarkan)
- 2003: Dudu (von Tarkan)
- 2004: Canım (von Özcan Deniz)
- 2004: Of Of (von Gülşen)
- 2005: Lo Lo Lo (von Tuğba Özerk)
- 2005: Yalnızlar Treni (von Sibel Can)
- 2007: Bir Dudaktan (von Özcan Deniz)
- 2013: Uyan Da Gel (von Atiye)

## Auszeichnungen
- 2005: Altın Kelebek Award in der Kategorie Song des Jahres (für Of Of)